# دونغ فيتنام الجنوبية
الدونغ (銅)، ويسمى أيضًا القرش، كانت عملة جنوب فيتنام من عام 1953 إلى 2 مايو 1978. تقسمت إلى 100 xu، وكتبت أيضًا su.

## أول دونغ، 1953 إلى 1975

### التاريخ
في عام 1953، أصدر فرع فيتنام لمعهد دراسات كمبودج ولاوس وفيتنام أوراقًا نقدية مزدوجة المقومة بالقرش والدونغ. وفي الوقت نفسه، أثار الفرعان الآخران للبنك مشكلات مماثلة مع الريال في كمبوديا والكيب في لاوس. انتشرت العملة الصينية "دونغ" في تلك الأجزاء من فيتنام التي لم تكن تحت سيطرة القوات الشيوعية، والتي تزامنت بحلول عام 1954 مع جنوب فيتنام. كما إدخلت العملات المعدنية المقومة بالسو في عام 1953. في عام 1955، أصدر البنك الوطني الفيتنامي إصدارًا مستقلاً من الأوراق النقدية من فئة دونغ.

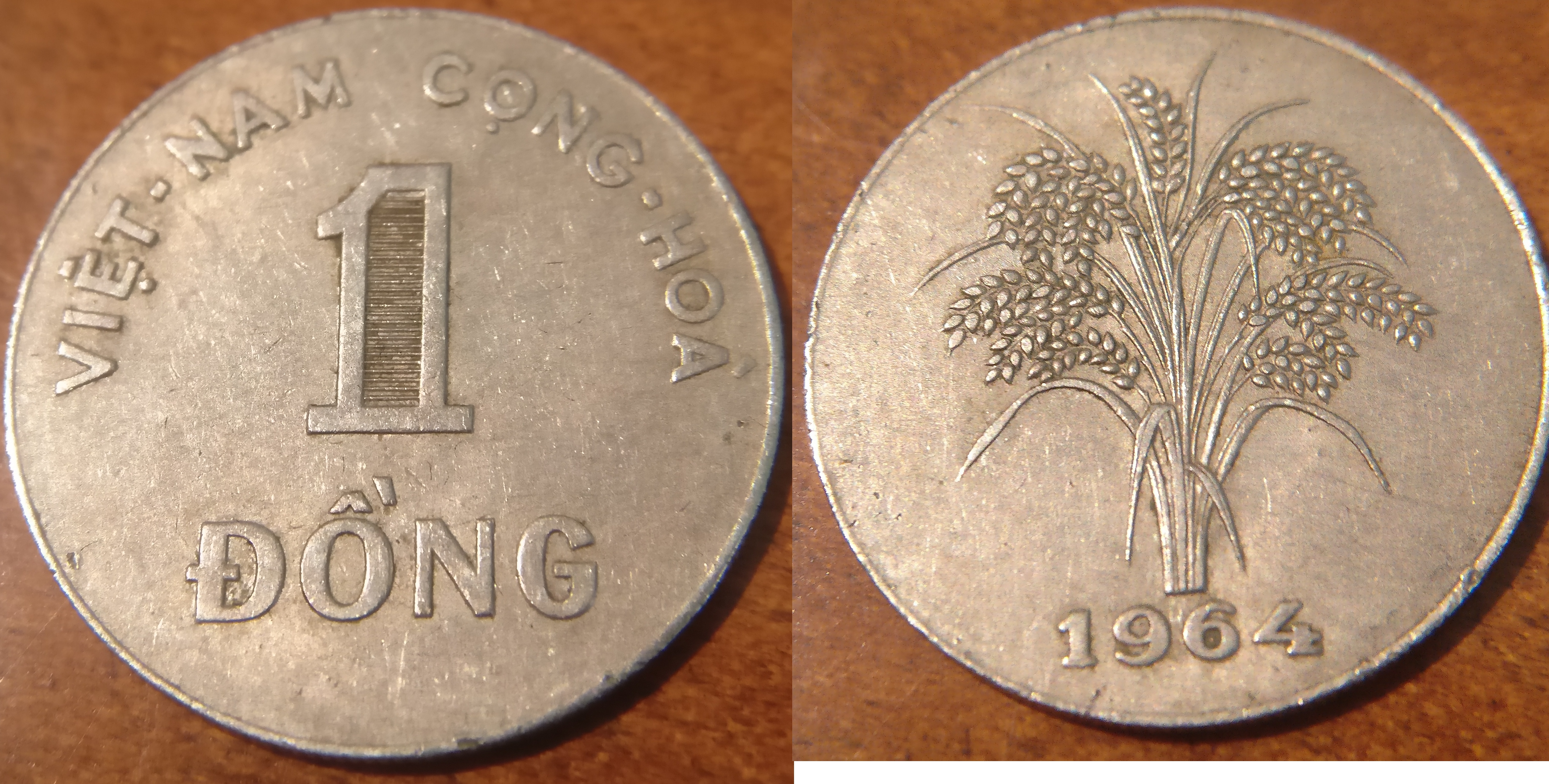
عملة فيتنامية جنوبية فئة 1 دونغ من عام 1964

### العملات المعدنية
في عام 1953، إدخلت العملات المعدنية من فئة 10 و20 و50 سو. في عام 1960، أضيف 1 دونغ، تلاها 10 دونغ في عام 1964، و5 دونغ في عام 1966، و20 دونغ في عام 1968. سك 50 دونغ بتاريخ 1975 ولكن لم تشحن أبدًا إلى فيتنام بسبب سقوط الحكومة الفيتنامية الجنوبية. وتشير التقارير إلى أن جميع العملات، باستثناء عدد قليل منها، قاموا "بالتخلص منها باعتبارها خردة معدنية" وأن هذه العملة نادرة للغاية.
يمكن تصنيف العملات المعدنية الصادرة تقريبًا إلى خمس سلاسل:
| السلسلة الأولى | السلسلة الأولى | السلسلة الأولى | السلسلة الأولى | السلسلة الأولى | السلسلة الأولى                               | السلسلة الأولى          | السلسلة الأولى |
| وجه العملة     | العكس          | قيمة           | القطر          | التركيب        | وجه العملة                                   | العكس                   | سنة سك النقود  |
|                |                | 10 سو          | 23 مم          | الومنيوم       | ثلاث نساء، "Quốc gia Việt Nam" (دولة فيتنام) | نبتة الأرز، " viet nam" | 1953           |
|                |                | 20 سو          | 27 مم          | الومنيوم       | ثلاث نساء، "Quốc gia Việt Nam" (دولة فيتنام) | نبتة الأرز، " viet nam" | 1953           |
|                |                | 50 سو          | 31 مم          | الومنيوم       | ثلاث نساء، "Quốc gia Việt Nam" (دولة فيتنام) | تنينين، " viet nam"     | 1953           |
| -------------- | -------------- | -------------- | -------------- | -------------- | -------------------------------------------- | ----------------------- | -------------- |

| السلسلة الثانية | السلسلة الثانية | السلسلة الثانية | السلسلة الثانية | السلسلة الثانية | السلسلة الثانية                                    | السلسلة الثانية | السلسلة الثانية |
| وجه العملة      | العكس           | قيمة            | القطر           | التركيب         | وجه العملة                                         | العكس           | سنة سك النقود   |
|                 |                 | 50 سو           | 31 مم           | الومنيوم        | نغو دينه ديم، "Việt Nam Cộng Hòa" (جمهورية فيتنام) | خيزران          | 1960            |
|                 |                 | 1 دونغ          | 23 مم           | نيكل نحاسي      | نغو دينه ديم، "Việt Nam Cộng Hòa" (جمهورية فيتنام) | خيزران          | 1960            |
| --------------- | --------------- | --------------- | --------------- | --------------- | -------------------------------------------------- | --------------- | --------------- |

| السلسلة الثالثة | السلسلة الثالثة | السلسلة الثالثة | السلسلة الثالثة       | السلسلة الثالثة | السلسلة الثالثة                                    | السلسلة الثالثة                                                    | السلسلة الثالثة |
| وجه العملة      | العكس           | قيمة            | القطر                 | التركيب         | وجه العملة                                         | العكس                                                              | سنة سك النقود   |
|                 |                 | 50 سو           | 30 مم                 | الومنيوم        | نغو دينه ديم، "Việt Nam Cộng Hòa" (جمهورية فيتنام) | خيزران                                                             | 1963            |
|                 |                 | 1 دونغ          | 23 مم                 | نيكل نحاسي      | "فيت نام كونغ هوا"، قيمة                           | نبتة الأرز                                                         | 1964            |
|                 |                 | 5 دونغ          | 25 مم (اطول) شكل صدفي | نيكل نحاسي      | "فيت نام كونغ هوا"، قيمة                           | نبتة الأرز، "Ngân Hàng Quốc gia Việt Nam" (البنك الوطني الفيتنامي) | 1966            |
|                 |                 | 10 دونغ         | 26 مم                 | نيكل نحاسي      | "فيت نام كونغ هوا"، قيمة                           | نبتة الأرز                                                         | 1964            |
| --------------- | --------------- | --------------- | --------------------- | --------------- | -------------------------------------------------- | ------------------------------------------------------------------ | --------------- |

| السلسلة الرابعة | السلسلة الرابعة | السلسلة الرابعة | السلسلة الرابعة                  | السلسلة الرابعة        | السلسلة الرابعة          | السلسلة الرابعة                                                    | السلسلة الرابعة |
| وجه العملة      | العكس           | قيمة            | القطر                            | التركيب                | وجه العملة               | العكس                                                              | سنة سك النقود   |
|                 |                 | 1 دونغ          | 23 مم                            | الفولاذ المطلي بالنيكل | "فيت نام كونغ هوا"، قيمة | نبتة الأرز                                                         | 1971            |
|                 |                 | 5 دونغ          | 25 مم (اطول) شكل صدفي            | الفولاذ المطلي بالنيكل | "فيت نام كونغ هوا"، قيمة | نبات الأرز، "Ngân Hàng Quốc gia Việt Nam" (البنك الوطني الفيتنامي) | 1971            |
|                 |                 | 10 دونغ         | 26 مم                            | الفولاذ المطلي بالنيكل | "فيت نام كونغ هوا"، قيمة | نبتة الأرز                                                         | 1968، 70        |
|                 |                 | 20 دونغ         | 30 مم (الأطول) اثنا عشري الأضلاع | الفولاذ المطلي بالنيكل | "فيت نام كونغ هوا"، قيمة | مزارع، "نجان هانج كويك جيا فييت نام                                | 1968            |
| --------------- | --------------- | --------------- | -------------------------------- | ---------------------- | ------------------------ | ------------------------------------------------------------------ | --------------- |

| السلسلة الخامسة (منظمة الأغذية والزراعة) | السلسلة الخامسة (منظمة الأغذية والزراعة) | السلسلة الخامسة (منظمة الأغذية والزراعة) | السلسلة الخامسة (منظمة الأغذية والزراعة) | السلسلة الخامسة (منظمة الأغذية والزراعة) | السلسلة الخامسة (منظمة الأغذية والزراعة) | السلسلة الخامسة (منظمة الأغذية والزراعة) | السلسلة الخامسة (منظمة الأغذية والزراعة) |
| وجه العملة                               | العكس                                    | القيمة                                   | القطر                                    | التركيب                                  | وجه العملة                               | العكس                                    | سنة سك النقود                            |
|                                          |                                          | 1 دونغ                                   | 23 مم                                    | الومنيوم                                 | "فيت نام كونغ هوا"، قيمة                 | نبات الأرز، شعار البرنامج                | 1971                                     |
|                                          |                                          | 10 دونغ                                  | 26 مم                                    | الفولاذ المطلي بالنحاس                   | عنوان الدولة وعنوان البنك والقيمة        | مزارعين، شعار البرنامج                   | 1974                                     |
|                                          |                                          | 20 دونغ                                  | 30 مم (الأطول) اثنا عشري الأضلاع         | الفولاذ المطلي بالنيكل                   | "فيت نام كونغ هوا"، قيمة                 | مزارع، شعار البرنامج                     | 1968                                     |
|                                          |                                          | 50 دونغ                                  | 25 مم                                    | الفولاذ المطلي بالنيكل                   | عنوان الدولة وعنوان البنك والقيمة        | مزارعين، شعار البرنامج                   | 1975                                     |
| ---------------------------------------- | ---------------------------------------- | ---------------------------------------- | ---------------------------------------- | ---------------------------------------- | ---------------------------------------- | ---------------------------------------- | ---------------------------------------- |

### الأوراق النقدية

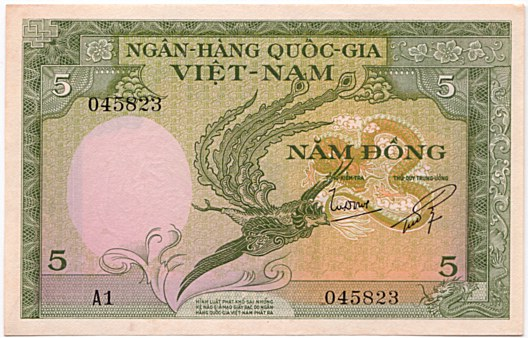
5 đồng الأوراق النقدية الصادرة في عام 1966.

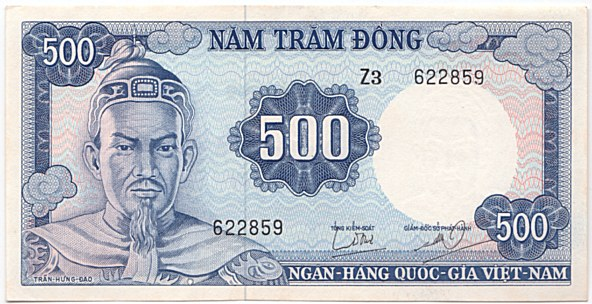
ورقة نقدية من فئة 500 دونغ صدرت عام 1966.

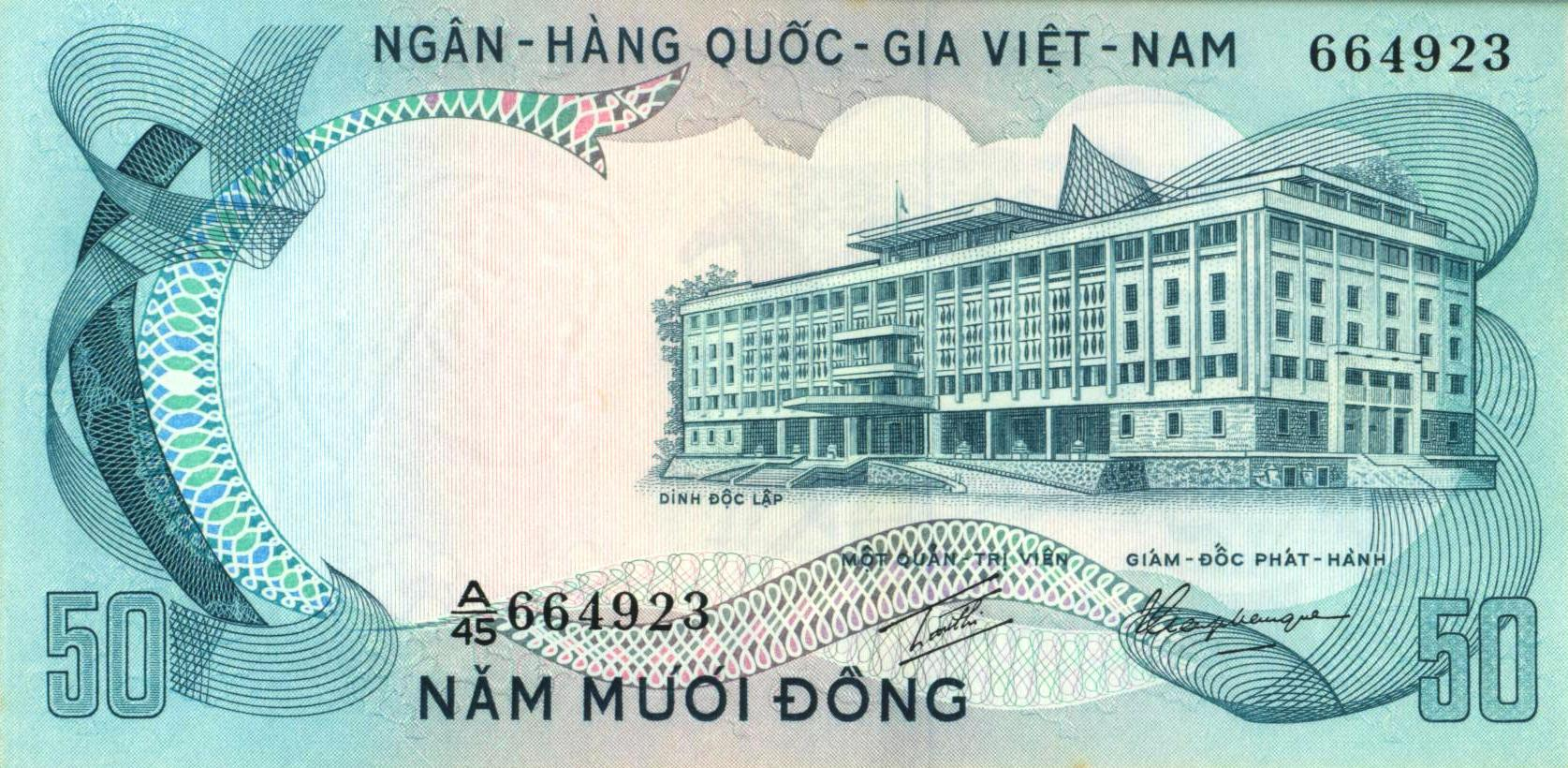
ورقة نقدية من فئة 50 đồng صدرت عام 1972.

في عام 1953، قدمت أوراق نقدية (المؤرخة بعام 1952) من قبل معهد إصدار دول كمبوديا ولاوس وفيتنام في فئات 1 و5 و10 و100 و200 دونغ. في 22 سبتمبر 1955، أعلنت وزارة المالية والشؤون الاقتصادية أنه ستستبدل الأوراق النقدية الصادرة عن بنك الهند الصينية ومعهد الإصدار لكمبوديا ولاوس بأوراق نقدية صادرة عن معهد الإصدار لفيتنام اعتبارًا من 30 سبتمبر حتى 7 نوفمبر. توقفت إصدارات المعهد لكمبوديا ولاوس عن كونها مناقصة قانونية في 7 أكتوبر، وفقدت جميع أوراق بنك الهند الصينية وضعها القانوني في 31 أكتوبر بعد تقديم الأوراق النقدية الأولى من بنك فيتنام الوطني في 15 أكتوبر. بعد ذلك، تولى بنك فيتنام الوطني Ngân-Hàng Quốc-Gia Việt-Nam (بنك فيتنام الوطني) إصدار النقود الورقية، حيث قدم الأوراق النقدية من فئة 2 و500 دونغ في عام 1955 و20 و50 دونغ في عام 1956. بين عامي 1964 و1968، استبدلت الأوراق النقدية التي تقل قيمتها عن 50 دونغ بالعملات المعدنية. في عام 1971، طرحت الأوراق النقدية من فئة 1000 دونغ. ونتيجة للتضخم المستمر، طبعت أوراق نقدية من فئة 5000 و10000 دونغ في عام 1975 ولكن لم تصدر بسبب سقوط سايجون.
وبما أن الأوراق النقدية المزيفة كانت تشكل مشكلة كبيرة في ذلك الوقت، فقد طبعت جميع الأوراق النقدية الفيتنامية الجنوبية مع تحذير ينص على معاقبة المزورين بالأشغال الشاقة المؤقتة.
| السنوات        | الطوائف                          |
| -------------- | -------------------------------- |
| 1952–1953      | 1، 5، 10، 100، 200 دونغ          |
| 1955–1958      | 1، 5، 10، 20، 100، 200، 500 دونغ |
| 1955–1962      | 1، 2، 5، 10، 20، 50، 200 دونغ    |
| 1962–1966      | 1، 20، 50، 100، 500 دونغ         |
| 1966           | 100، 200، 500 دونغ               |
| 1969–1971      | 20، 50، 100، 200، 500، 1000 دونغ |
| 1972           | 50، 100، 200، 500، 1000 دونغ     |
| 1975 (لم يصدر) | 1000، 5000، 10000 دونغ           |

## الدورة الثانية، 1975 إلى 1978
بعد هزيمة فيتنام الجنوبية على يد القوات الفيتنامية الشمالية، استبدل أول دونغ بعملة جديدة، تُعرف باسم "دونغ التحرير"، بمعدل 1 دونغ تحرير = 500 أول دونغ في 22 سبتمبر 1975. ظل دونغ التحرير متداولاً حتى 2 مايو 1978، عندما اندمجت العملتان الفيتناميتان و استبدل دونغ التحرير بالدونغ الفيتنامي الجديد بمعدل 1 دونغ جديد = 0.8 دونغ تحرير.

### العملات المعدنية
صدرت عملات معدنية من فئات 1 و2 و5 شو. جميعها عملات معدنية مثقوبة، صُكّت من الألومنيوم، وأُصدرت باسم بنك فيتنام (Ngân-Hàng Việt-Nam). عُدّلت عملة 2 شو إلى عام 1975. لم تُؤرخ عملات 1 و5 شو، لكن كراوس وميشلر يُرجّحان تاريخها إلى عام 1976.

### الأوراق النقدية
أصدر بنك نغان هانغ فيتنام (بنك فيتنام) أوراقًا نقدية من فئات 10 و20 و50 شو و1 و2 و5 و10 و50 دونغ. جرى تأريخ الأوراق النقدية بعام 1966.

## روابط خارجية
- مجموعة الأوراق النقدية من فيتنام والعالم
- آرت هانوي - عملات فيتنام الجنوبية
- آرت هانوي - النقود الورقية في جنوب فيتنام
- أسعار الصرف في السوق السوداء في سايغون (١٩٥٥-١٩٧٥)